# Уварово
Уварово — місто (з 1966) в  Росії, адміністративний центр  Уваровського району  Тамбовської області. Є містом обласного підпорядкування, утворює самостійне муніципальне утворення «Міський округ Уварово», яке не входить до складу району.

## Географія
Місто розташоване на правому березі річки Ворона (басейн Дону), в 117 км від Тамбову.
Залізнична станція Обловка на лінії Тамбов —  Балашов Південно-Східної залізниці.

## Історія
Переселенцями з села Уварово Борисоглібського повіту в 1830 р заснований хутір Уваровка  (він же  Червоний Колодязь ), що розташовувався в 3-4 км від села Городище  Царицинського повіту; серед перших поселенців були Башкатови і Ришкови. Саме ж село  Городище  засновано також в 1830 році переселенцями з сіл Тамбовського повіту (Городище, Бички, Казиваньє). До початку ХХ століття хутір Уваровка злився з селом Городище.

## Економіка
- ТОВ «Граніт-М»,
- ЗАТ «Уварівський цукровий завод»,
- Маслоробний завод «Соняшник».

## Відомі уродженці
- Уклеін, Семен Матвійович — засновник релігійного руху молокан.

## Цікаві факти
- Переселенцями з Уварово в 1827 рік у засновано село Городище Царицинського повіту Саратовської губернії, тепер — районний центр Городище Волгоградської області.